# Межник (Бежаницкий район)
Межник — деревня в Бежаницком районе Псковской области. Входит в состав сельского поселения муниципальное образование «Полистовское».
Расположена в 9 км западнее озера Цевло, в 16 км к северо-востоку от райцентра Бежаницы и в 10 км к западу от деревни Цевло.
Численность населения деревни по данным переписи населения 2002 года составила 36 жителей.
До 3 июня 2010 года деревня входила в состав ныне упразднённой Цевельской волости.